# بيرني كامينز
بيرني كامينز (بالإنجليزية: Bernie Cummins)‏ هو موزع أمريكي، ولد في 14 مارس 1900 في آكرون في الولايات المتحدة، وتوفي في 22 سبتمبر 1986.